# Кантон Гларус
Кантон Гларус (скраћеница GL) је кантон у срдишњем делу Швајцарске. Главни град и највеће насеље кантона је истоимени град Гларус.

## Природне одлике
Кантон Гларус спада у изразито планинске кантоне Швајцарске, који су смештени усред Алпа. Кроз средину кантона протиче река Линт, чија долина представља „окосницу“ кантона. На северу кантон излази на Валенско језеро. Највиши врх је на 3.614 метара. Површина кантона је 685,2 km².

## Историја
Гларус се Швајцарској конфедерацији придружио већ 1352. г., па спада у ред „најстаријих“ кантона. Кантон Гларус је један од два швајцарска кантона где се народ још увек окупља на годишњим народним зборовима на отвореном да би одлучивао о предложеним законима.

## Становништво и насеља
Кантон Гларус је имао 38.370 становника 2008. г.
У кантону Гларус се говори немачки језик, који је и једини званични. Становништво је некад било искључиво протестантско. И данас су протестанти у већини (44%) са значајном римокатоличком мањином (37%).
Највећа насеља су:
- Гларус, 6.000 ст. - главни град кантона
- Нафелс, 4.000 становника.
- Недерурнен, 4.000 становника.

## Привреда
Главна привредна грана је сточарство.

## Галерија слика
- Седиште кантона, град Гларус
- Алпски предео у Гларусу
- Област Сардона је под заштитом УНЕСКОа
- Валенско језеро